# Canonicus (Sachem)
Canonicus (* 1565; † 4. Juni 1647) war der Sachem der Narraganset. Stets in Angst vor englischen Siedlern bewahrte er geschickt große Landteile für sein Volk. 1622 schickte er an den Gouverneur des Plymouth Council, William Bradford, als Herausforderung und Warnung eine Schlangenhaut mit darin eingewickelten Pfeilen. Die Engländer sandten diese Haut dann aber mit Schießpulver und Kugeln darin an die Indianer zurück. Canonicus übergab, wohl wegen seines hohen Alters, die Häuptlingswürde an seinen Neffen Miantonomo, obwohl er mit Mriksah einen leiblichen Sohn hatte. Nach der Ermordung Miantonomos im Jahr 1643 übernahm Canonicus wieder die Führung über sein Volk.